# 白井川 (札幌市)
白井川（しらいがわ）は、北海道札幌市南区定山渓を流れる河川。豊平川の主要な支流のひとつである。

## 流路
余市岳の南西麓に発し、南岳を巻いて、支流の右大江沢・胡桃沢・湯の沢・小柳沢を加えながら東に流れる。
さらに、同じく余市岳を源流とする右股川が合流し、定山渓天狗岳からのオンコの沢も入る。
鴛鴦沢・滝の沢などを併せ、最後に小樽内川が加わる。そして、定山渓温泉の東で豊平川に注ぐ。

### 支流・右股川と左股川の呼称問題
余市岳東麓を水源とする右股川は、毒矢峰を挟んで西側を流れる左股川と合流してから、白井川へと注いでいる。
ところが、国土地理院が発行している地形図では川の名称が入れ替わっており、東を左股川、西を右股川として記載している。もともと「昭和40年修正測量図」までは東を右股川としていたものが、次に発行された「昭和52年測量図」で何らかの齟齬があって東西左右が取り違えられたらしい。
つまり「右股川」という名称を東側の川に充てる資料と、西側の川に充てる資料とが、混在している状況である。

## 名称
おそらくは日本語名称であり、1873年（明治6年）の『札幌郡西部図』には「シロイ川」と記載されている。また『北海道地名誌』には「鉛、亜鉛鉱山があって白濁するので」という名前の由来が記されているが、一見するとこの記述に該当しそうな豊羽鉱山は、操業開始が1916年（大正5年）なので年代的なつじつまが合わない。あるいは豊羽鉱山より前から鉱脈露頭があって川を白濁させていたという可能性も考えられるが、確証はない。
アイヌ語名称としては、『蝦夷語地名解』に収録されたイヨチ・オマ・サッポロ（余市に入る札幌川）が、白井川を指すとされている。また1859年（安政6年）の『後方羊蹄日誌』にあるヨイチ・パ・オマ・ナイ（余市岳の上手に入る川）も、この川のことであると考えられている。

## 橋梁
- 平成橋
- 山鳥橋
- 右股橋
- 神居橋 - 北海道道95号京極定山渓線（おしどり水処理場の近く）
- 朝日橋 - 北海道道1号小樽定山渓線
- 白滝橋 - 北海道道95号京極定山渓線（道道1号との合流点近く）
- 時雨橋 - 定山渓ダム線